# Euippe phalarota
Euippe phalarota là một loài bướm đêm trong họ Geometridae.